# Ibiza
Ibiza ([ivisa], katalánsky Eivissa) je ostrov v Baleárském souostroví na západě Středozemního moře, významné středisko cestovního ruchu.

## Poloha a přírodní podmínky

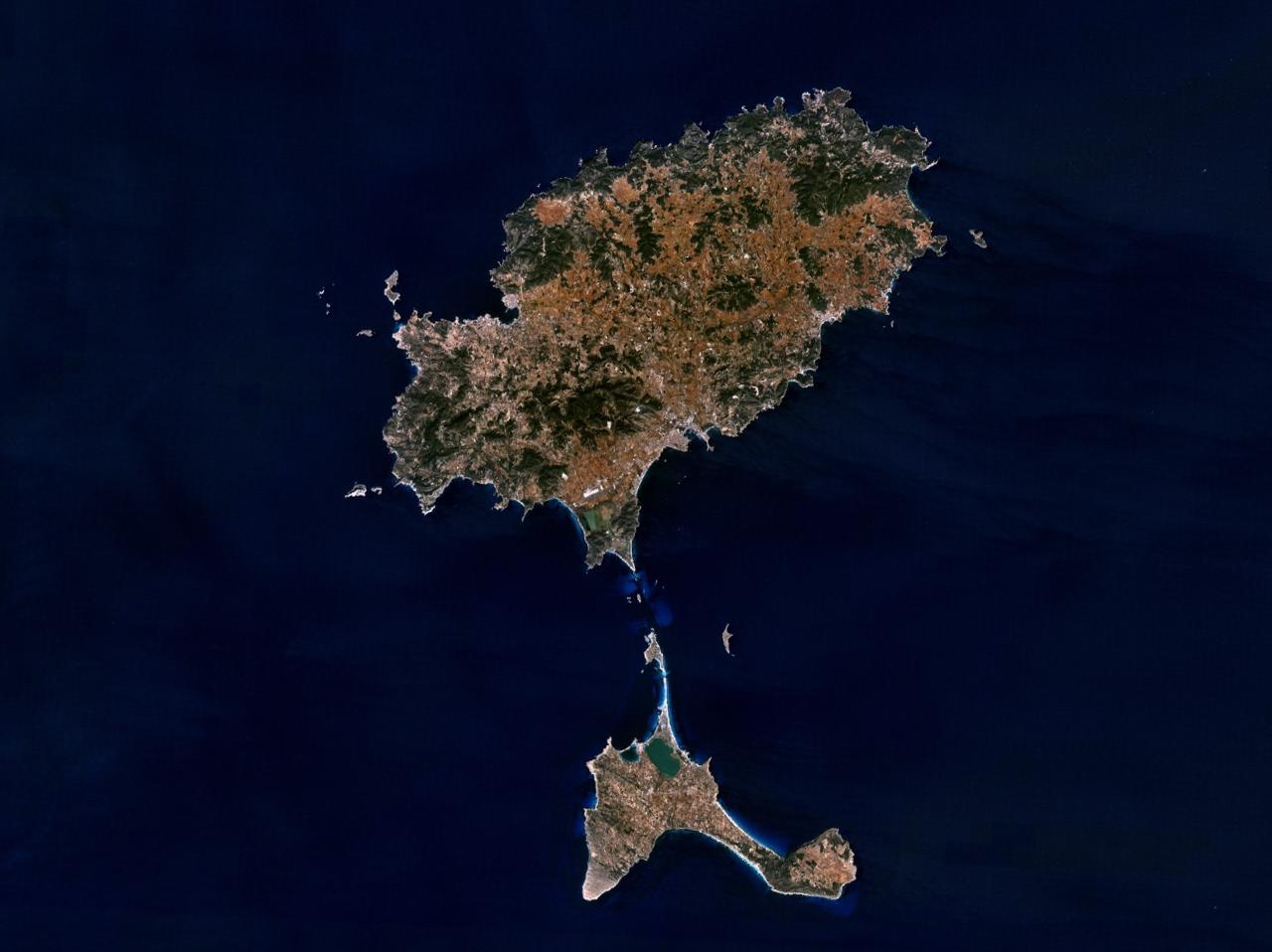
Satelitní snímek ostrovů Ibiza a Formentera

Spolu se sousedním ostrovem Formenterou je hlavní součástí skupiny Illes Pitiüses (kastilsky: Islas Pitiusas; tento název pochází od starověkých řeckých obchodníků a znamená „Borovicové ostrovy“). Ibiza je rozlohou 571 km² osmým největším španělským ostrovem. Mořské dno v okolí ostrova je z části pokryto podmořským trávníkem tvořeným rostlinami posidonie mořské – endemitu Středozemního moře.
Leží 80 km jihozápadně od Mallorky a 90 až 150 km na jihovýchod od pevniny Pyrenejského poloostrova. Má zhruba oválný tvar, protáhlý ve směru jihozápad-severovýchod. Na délku měří 41, na šířku 22 km, obvod pobřeží činí 210 km. Je dosti členitý, místy s vysokými pobřežními útesy; nejvyšší vrchol Sa Talaia dosahuje 475 m nad mořem, další vrcholy jsou např. Puig Gros (415 m) a Puig Fornàs (410 m). Ibiza má z Baleárského souostroví nejvyšší podíl lesů. Podnebí je subtropické s průměrnou roční teplotou 18,6 °C, roční úhrn slunečního svitu dosahuje 2 883 hodin.

## Obyvatelstvo

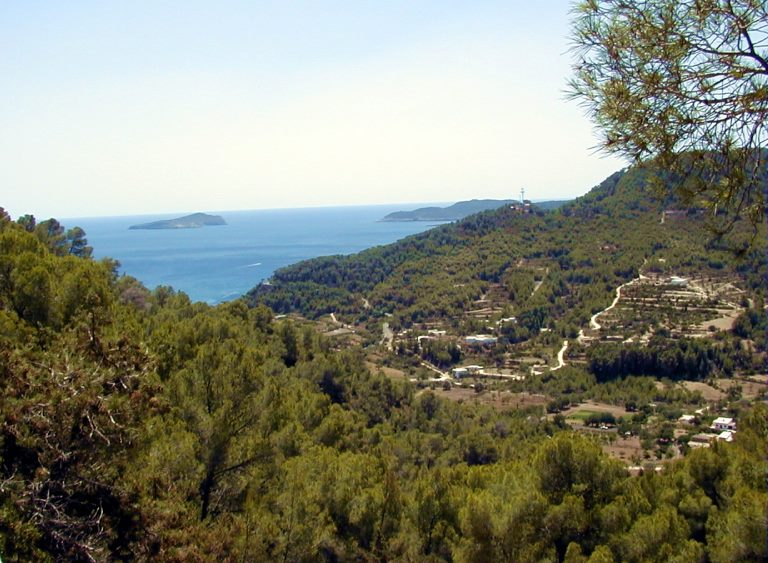
Pohled od jeskyně Es Culleram ke Cala San Vicenç

Ze správního hlediska náleží Ibiza do autonomního společenství Baleárské ostrovy, kde od roku 2007 tvoří samostatnou ostrovní oblast. Předtím spolu s ostrovem Formentera tvořila ostrovní oblast Ibiza a Formentera. Ostrov má přibližně 133 000 obyvatel (2012), z toho zhruba 1/10 představují trvale žijící cizinci. Člení se na pět městských obcí (municipis). Hlavním a největším městem je s necelými 50 000 obyvatel město Ibiza (Ciutat d'Eivissa) na jihovýchodním pobřeží. Dalšími městy jsou Sant Antoni de Portmany, Sant Joan de Labritja, Sant Josep de sa Talaia a Santa Eulària des Riu. Obyvatelé jsou převážně katalánské národnosti a hovoří nářečím eivissenc (kastilsky: ibicenco), které je blízké ostatním baleárským dialektům katalánštiny (mallorquí, menorquí).

## Hospodářství
Jestliže až do 60. let 20. století byla Ibiza soběstačným ostrovem zemědělců a rybářů, jehož hlavním vývozním artiklem byla sůl (až 70 000 tun ročně), s nástupem masové turistiky se vše změnilo. Dnes představuje turistický ruch 98 % ekonomiky ostrova a potraviny i ostatní zboží se ve velkém dovážejí z pevniny. Ročně navštíví Ibizu přes 3 miliony turistů, ponejvíce britských, německých, italských a francouzských. Ibiza láká zejména mladé lidi; zdejší noční kluby jsou celosvětově známé a vyhledávané.

## Doprava
Ibiza je dostupná z pevniny zejména lodní a leteckou dopravou. Letecká přeprava je umožněna díky existenci Letiště Ibiza (IATA kód: IBZ), které má sice pouze jeden terminál, pro turistický ruch je však nenahraditelný. Terminál nabízí celou řadu služeb (např. směnárna). Doprava z letiště, které se nachází asi 7 km od města Ibiza, je možná hned několika způsoby. Lze využít taxi službu či si automobil vypůjčit v některé z autopůjčoven, další možností je využít kyvadlové přepravy hotelovými minibusy a městskou dopravou.

## Dějiny ostrova
Skalní malby a megality dokládají osídlení ostrova již počátkem 2. tisíciletí př. n. l.. Výraznou stopu zde zanechali Féničané, kteří kolem roku 700 př. n. l. založili přístav Ibes nebo též Ebusim (tj. dnešní Eivissu). Název, později označující i celý ostrov, zřejmě pochází od jména fénického a egyptského boha Besa. Z 5. až 2. století př. n. l. se dochoval skalní chrám bohyně Tanit v jeskyni Es Culleram u Cala San Vicenç. Po pádu Kartága připojil 123 př. n. l. Quintus Caecillius Metellus Baleáry k římskému panství. Hlavní město bylo tehdy zváno Ebesus, později za císařství též Flavia Augusta. Latinský název Portus Magnus se odráží ve jménu Sant Antoni de Portmany.
Roku 426 Ibizu vyplenili Vandalové, v 6. a 7. století náležela k Byzantské říši. Po roce 711 se Baleárské ostrovy dostaly pod maurský vliv. Ibiza (arabsky zvaná Jabiza) zažila vpády Normanů a na čas se stala součástí Córdobského chalifátu, od něhož se odtrhla roku 1009. Baleáry byly v 11. století útočištěm pirátů a ve 12. století poslední baštou Almorávidů. Aragonský král Jakub I. dobyl roku 1229 Mallorku a následně roku 1235 Ibizu a připojil Baleáry k aragonské koruně. Po spojení aragonské a kastilské koruny roku 1474 byly pak dějiny Ibizy svázány s osudy celého Španělska.

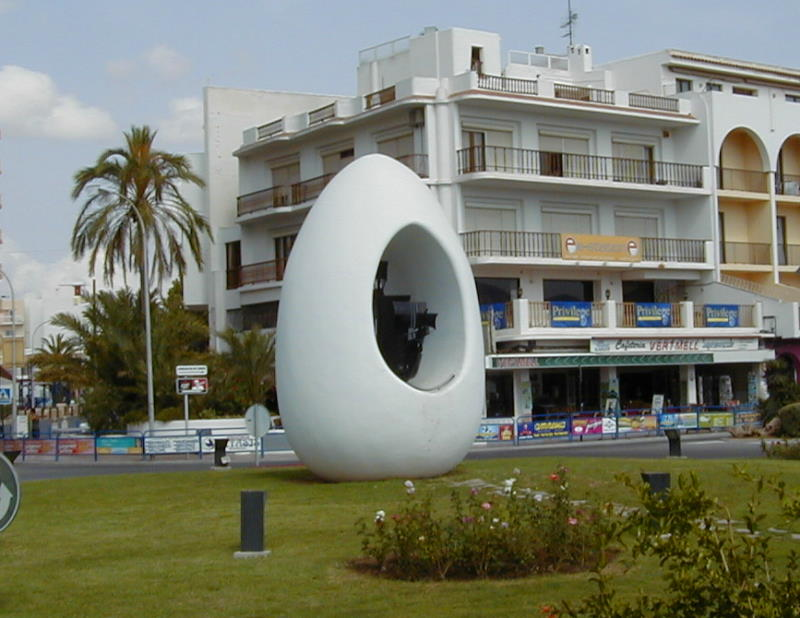
Kolumbovo vejce v přístavu Sant Antoni

Ve světle zámořských objevů přelomu 15. a 16. století se Baleárské ostrovy ocitly na pokraji zájmu. Počet obyvatel klesal a ostrovy se často stávaly terčem nájezdů berberských pirátů. Na ochranu byly budovány strážní věže, lidé se usídlovali na rozptýlených statcích ve vnitrozemí a za vlády Filipa II. byly zesíleny maurské hradby Starého Města (D'alt Vila) v Eivisse. Nouze postupem času doháněla i obyvatele Ibizy ke korzárství, kterému byla učiněna přítrž až počátkem 19. století. Kolem roku 1930 začali na Ibizu ve větším množství přijíždět britští turisté, tento vývoj však na dvě desetiletí přerušily španělská občanská a druhá světová válka. V 50. let 20. století začaly podél pobřeží vyrůstat hotely a ostrov se záhy proměnil ve významnou rekreační oblast.
V roce 1999 bylo na seznam světového dědictví UNESCO zapsáno několik historických lokalit na Ibize. Konkrétně se jedná o opevněné historické jádro města Ibiza jakožto příklad renesanční vojenské architektury, archeologické naleziště fénického osídlení Sa Caleta a kartaginská nekropole Puig des Molins. Pod ochranou UNESCA patří i část moře mezi Ibizou a Formenterou, na jejímž dně se nacházejí podmořské louky posidonie mořské.

## Kultura
Na Ibize probíhá mnoho festivalů elektronické hudby spíše se blížící hudbě taneční, Ibiza je tedy považována za ostrov plážových party a nekončících hudebních vystoupení, DJských setů a liveactů.
Podobně jako je Jamajka proslulá svým ska, reggaem, dubem a dancehallem.